# Nuno Tristão

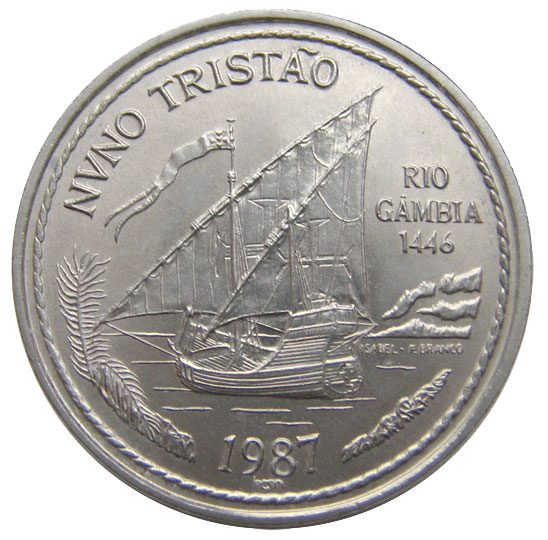
Munt van 100 escudo's' ter ere van Nuno Tristão

Nuno Tristão was een Portugese ontdekkingreizer en zeevaarder uit de 15e eeuw. Hij werd in 1441 - samen met een moorse gids - door Hendrik de Zeevaarder op expeditie gestuurd om de westkust van Afrika te ontdekken. 
Hij zeilde eerst naar Kaap Blanco en Arguin (Mauritanië), waarna hij meer naar het zuiden ging. Hij is vooral bekend geworden met de ontdekking van Guinee-Bissau in 1446 (daarom stond hij lange tijd op het 50 Escudos-biljet). In datzelfde jaar stierf hij, toen zijn schip werd aangevallen door opstandige slaven.